# Axel Gehrke

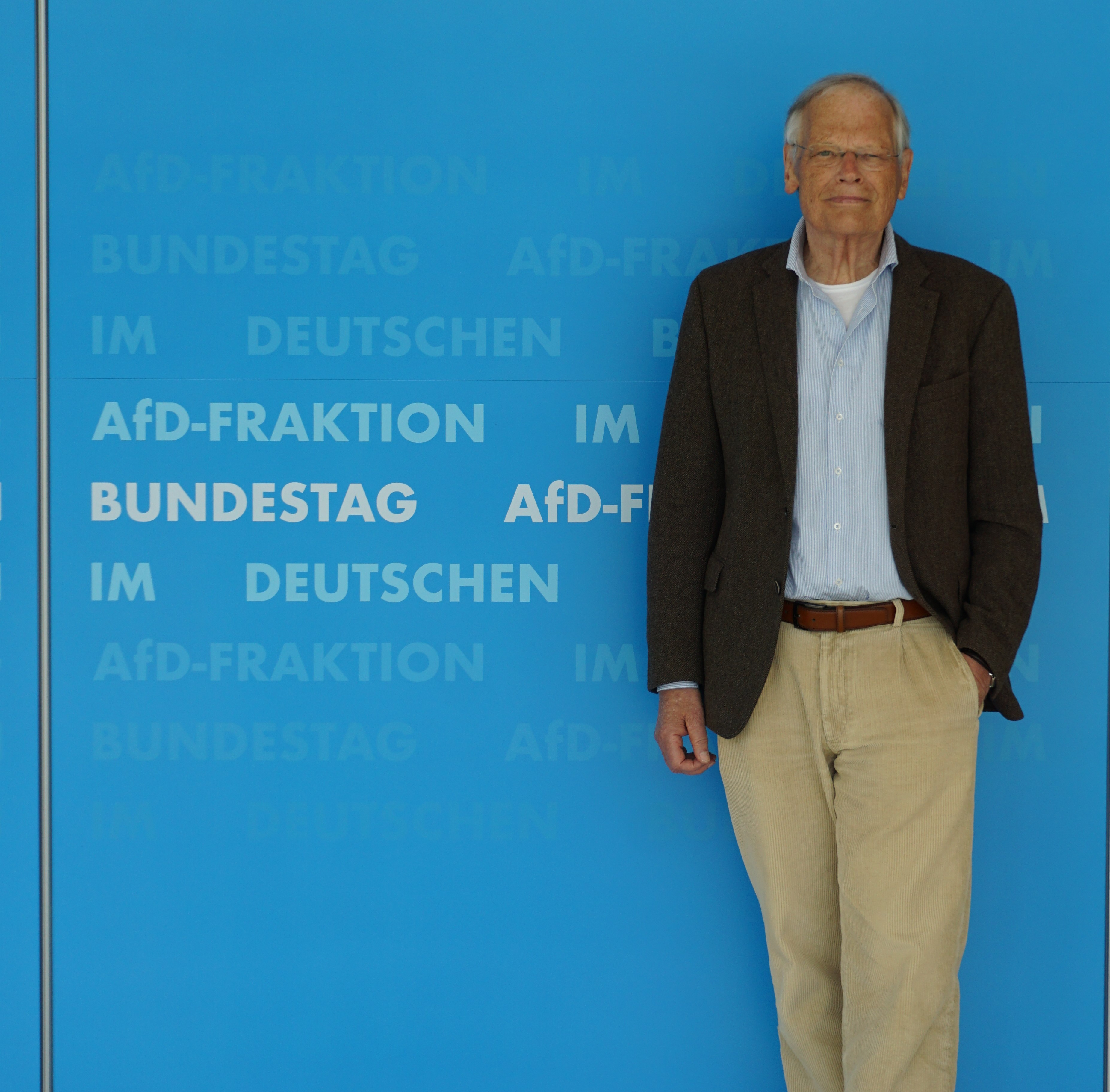
Axel Gehrke (2020)

Axel Gehrke (* 12. Januar 1942 in Arnswalde, Pommern; † 22. September 2021) war ein deutscher Arzt und Politiker (AfD). Er war von 1986 an Leiter der Abteilung für Physikalische Medizin und Rehabilitation der Innenstadtkliniken in München.
1990 nahm er den Ruf auf den Lehrstuhl für Physikalische Medizin und Rehabilitation der Medizinischen Hochschule Hannover an. Von 1997 bis 1999 war er Präsident der Deutschen Gesellschaft für Physikalische Medizin und Rehabilitation.
Gehrke saß von 2017 bis zu seinem Tode für die Partei Alternative für Deutschland im Deutschen Bundestag.

## Leben und Karriere
Gehrke wurde in Arnswalde in Pommern geboren. Nach dem Abitur 1963 in Sankt Peter-Ording leistete er seinen Wehrdienst ab. Anschließend absolvierte er ein Studium der Medizin in Würzburg, Innsbruck, Wien, Kiel und Lübeck, das er 1970 mit dem Staatsexamen beendete.
1971 wurde Gehrke an der Johannes Gutenberg-Universität zu Mainz mit der Arbeit „Die Bedeutung von Trachealstenosen und Recurrensparesen für den Strömungswiderstand der menschlichen Trachea“ zum Dr. med. promoviert. Nach seiner Ausbildung zum Facharzt für Innere Medizin war er ab 1977 Oberarzt und Leiter der funktionsdiagnostischen Abteilung beim Aufbau des neu gegründeten Deutschen Herzzentrums München.
1982 wechselte er an das Klinikum Großhadern der Universität München. Nach seiner Habilitation 1986 folgte der Ruf auf eine C2-Professur sowie die Leitung der Abteilung für Physikalische Medizin und Rehabilitation der Innenstadtkliniken. 1990 nahm er den Ruf auf den Lehrstuhl für Physikalische Medizin und Rehabilitation der Medizinischen Hochschule Hannover an. 1992 gründete Gehrke das Universitätsinstitut für Balneologie und Medizinische Klimatologie zur Erforschung natürlicher Heilweisen.
Von 1997 bis 1999 saß Gehrke als Präsident der Deutschen Gesellschaft für Physikalische Medizin und Rehabilitation vor. 2007 beendete er seine aktive Berufslaufbahn und wurde pensioniert 2011 erfolgte die Gründung eines gemeinnützigen Institutes für funktionale Gesundheit und Selbsthilfegruppe Osteoporose, deren Leitung er seitdem als 1. Vorsitzender innehatte.
2013 gründete Gehrke ein eigenes Unternehmen „balneo consult“, das sich mit der Beratung und Begutachtung bei der Prädikatisierung von Kurorten befasst. Unter anderem unterstützte „balneo consult“ das niedersächsische Sozialministerium bei der Reprädikatisierung der niedersächsischen Heilbäder. Darüber hinaus war Gehrke Mitglied des Beirats der ROMUS Immobilienfonds GmbH & Co. Reha-Klinik KG mit Sitz in Lohmen (AG Rostock HRA 3717).
Gehrke war verheiratet, hatte drei Kinder und lebte in Grönwohld.

## Politik
Gehrke war gewähltes Mitglied des Präsidiums des Deutschen Ärztetages. Ebenso war er Mitglied des Bundesvorstandes des Marburger Bundes und Vorsitzender mehrerer Arbeitskreise und Ausschüsse. In seiner Rolle als Vorsitzender der Arbeitsgemeinschaft Physikalische Medizin und Rehabilitation war Gehrke maßgeblich an der Beratung und dem Aufbau von Weiterbildungskursen in den neuen Bundesländern beteiligt.
Vorher parteilos, trat Gehrke 2013 der Alternative für Deutschland (AfD) bei. Noch im selben Jahr erfolgte die Wahl zum Direktkandidaten der AfD für den Wahlkreis Herzogtum Lauenburg – Stormarn-Süd für die Bundestagswahl 2013, bei der 4,6 % der Erststimmen auf ihn entfielen. 2016 wurde Gehrke auf den Listenplatz 2 der Landesliste Schleswig-Holstein sowie zum Direktkandidaten des Wahlkreises Ostholstein für die Bundestagswahl 2017 gewählt. Bei dieser erzielte Gehrke 7,9 % der Erststimmen und erhielt über die Landesliste ein Bundestagsmandat. Ab 24. Oktober 2017 war Gehrke Mitglied der AfD-Fraktion im 19. Deutschen Bundestag.
Sowohl im Ausschuss für Tourismus als auch im Ausschuss für Gesundheit war Gehrke stellvertretendes Mitglied. Er war gesundheitspolitischer Sprecher der AfD-Bundestagsfraktion und Obmann im Gesundheitsausschuss, bis er diese Ämter im Herbst 2019 aus gesundheitlichen Gründen aufgab. Gehrke starb im September 2021 an einer langjährigen Krebserkrankung; für die Bundestagswahl 2021 hatte er sich nicht mehr aufstellen lassen. Für ihn rückte Gereon Bollmann bis zum Ende der Legislaturperiode in den Deutschen Bundestag nach.

## Wirken
Axel Gehrke veröffentlichte eine Vielzahl wissenschaftlicher Publikationen zur Feststellung der Leistungsfähigkeit von Patienten mit künstlichen Herzklappen. Er war Mitinitiator der ambulanten Rehabilitation von Kunstklappenträgern, Initiator eines interdisziplinären Konzeptes zur Erkennung und Behandlung von Osteoporose sowie Initiator der ersten Osteoporoseambulanz eines Universitätsklinikums.